# Station Jujo (Kyoto)
Station Jūjō (九条駅, Jūjō-eki) is een metrostation in de wijk Minami-ku in de Japanse stad  Kyoto. Het wordt aangedaan door de Karasuma-lijn. Het station heeft twee sporen, gelegen aan een enkel eilandperron.

## Treindienst

### Metro van Kioto
Het station heeft het nummer K13.
| 1 | ■ Karasuma-lijn | richting Takeda                                |
| 2 | ■ Karasuma-lijn | richting Kioto, Karasuma Oike en Kokusaikaikan |

## Geschiedenis
Het station werd in 1988 geopend.

## Overig openbaar vervoer
Bussen 16 en 84.

## Stationsomgeving
- Hoofdkantoor van Nintendo
- Hoofdkantoor van Keihan Bus
- Circle-K
- Lawson
- 7-Eleven

Kokusaikaikan · Matsugasaki · Kitayama · Kitaōji · Kuramaguchi · Imadegawa · Marutamachi · Karasuma Oike · Shijō · Gojō · Kyoto · Kujō · Jūjō · Kuinabashi · Takeda (>> doorgaande lijnen via de Kintetsu Kyoto-lijn)